# Wronów (Lublin)
Wronów [pronunciación en polaco: /ˈvrɔnuf/] es un pueblo ubicado en el distrito administrativo de Gmina Serłżyce, dentro del Condado de Lublin, Voivodato de Lublin, en Polonia oriental. Se encuentra aproximadamente a 9 kilómetros al oeste de Serłżyce y a 31 kilómetros al oeste de la capital regional Lublin.